# Blessing Okagbare
Blessing Okagbare-Ighoteguonor (née le 9 octobre 1988 à Sapele) est une athlète nigériane, spécialiste du sprint, du saut en longueur et du triple saut.
Vice-championne du monde de saut en longueur en 2013, elle est détentrice, entre 2013 et 2016, du record d'Afrique du 100 m en 10 s 79.
En février 2022, elle est suspendue 10 ans pour dopage,. Elle est suspendue 1 an de plus en juin 2022 pour ne s’être pas présentée à un contrôle, avant les qualifications pour les championnats du monde.

## Biographie
Après avoir amélioré le record national du triple saut en 2007 avec 14,13 m, elle remporte la médaille d'argent du saut en longueur lors des Jeux africains d'Alger où elle s'incline face à la Sudafricaine Janice Josephs. Dépossédée de son record du Nigeria du triple saut par sa compatriote Chinonye Ohadugha, Okagbare s'illustre dès l'année suivante à l'occasion des Jeux olympiques de 2008. Initialement treizième des qualifications et donc non qualifiée, elle participe finalement à la finale en raison de la disqualification de l'Ukrainienne Lyudmyla Blonska. Elle se classe troisième du concours du saut en longueur, derrière la Brésilienne Maurren Maggi et la Russe Tatyana Lebedeva, en atteignant la marque de 6,91 m dès son premier essai, nouveau record personnel.
Étudiante à l'Université du Texas à El Paso, elle réalise le doublé 100 m-saut en longueur lors des Championnats NCAA 2010, terminant la saison invaincue dans ces deux disciplines. Titrée sur 100 m lors des Championnats du Nigeria 2010, elle s'adjuge trois médailles d'or durant les Championnats d'Afrique disputés début août à Nairobi. Elle s'impose tout d'abord sur 100 mètres en 11 s 03 devant la Gabonaise Ruddy Zang-Milama, puis décroche un deuxième titre continental au saut en longueur (6,62 m) en dominant sa compatriote Comfort Onyali. Elle remporte par ailleurs une nouvelle médaille d'or en fin de compétition dans l'épreuve du relais 4 × 100 mètres aux côtés de Lawreta Ozoh, Agnes Osazuwa et Oludamola Osayomi. Sélectionnée dans l'équipe d'Afrique lors de la première édition de la Coupe continentale, à Split, Okagbare se classe troisième du 100 mètres en 11 s 14, s'inclinant face à la Trinidadienne Kelly-Ann Baptiste et l'Américaine Shalonda Solomon.
Lors des Championnats du monde 2011, à Daegu, la Nigériane se classe cinquième de la finale du 100 m en 11 s 12, et s'incline par ailleurs dès les qualifications du saut en longueur. Elle conclut sa saison 2011 en remportant deux médailles lors des Jeux africains, à Maputo, au Mozambique : l'argent sur 100 m en 11 s 09, derrière sa compatriote Oludamola Osayomi, et l'or au saut en longueur en établissant la marque de 6,50 m.
Sixième de l'Adidas Grand Prix 2012 de New York, en 11 s 10 (-0,1 m/s), elle bat son record personnel au saut en longueur le 21 juin 2012 en établissant la marque de 6,97 m à Calabar lors des Championnats du Nigeria. Elle participe peu après aux Championnats d'Afrique 2012 de Porto-Novo, et remporte deux nouvelles médailles continentales : l'argent sur 100 m en 11 s 18, battue par la Gabonaise Ruddy Zang Milama, et l'or à la longueur en réalisant un saut à 6,96 m. Elle participe aux Jeux olympiques de Londres, en août 2012. Éliminée dès les qualifications du saut en longueur (6,34 m) elle établit un nouveau record personnel sur 100 m lors des demi-finales avec 10 s 92 (+1,0 m/s). Elle termine huitième et dernière de la finale dans le temps de 11 s 01.
En avril 2013, à Walnut, en Californie, Blessing Okagbare porte son record personnel du 200 mètres à 22 s 31 (+ 1,3 m/s). Puis, en juillet, elle améliore à deux reprises son record personnel au saut en longueur en réalisant successivement 6,98 m (+ 1,1 m/s) au meeting Athletissima de Lausanne, et 7,00 m (vent nul) lors du meeting Herculis de Monaco. Le 27 juillet, lors du meeting du London Grand Prix, elle remporte sa série du 100 mètres en 10 s 86 (+ 0,1 m/s) et améliore à cette occasion de 4/100e de seconde le record d'Afrique de la discipline détenue depuis 1999 par sa compatriote Glory Alozie. Quelques minutes plus tard, elle améliore de 5/100e ce record en remportant la finale en 10 s 79 (+ 1,1 m/s), réalisant la deuxième meilleure performance mondiale de l'année, à 2/100e du temps de la Jamaïcaine Shelly-Ann Fraser-Pryce établie lors des séries.
Le 11 août 2013 à Moscou, Blessing Okagbare devient vice-championne du monde de saut en longueur. Elle réalise sa meilleure marque à son cinquième essai avec 6,99 m (+ 0,2 m/s), à 2 centimètres de Brittney Reese (7,01 m) et devant Ivana Španović (6,82 m). Elle termine également troisième du 200 mètres en 22 s 32, derrière la jamaicaine Shelly-Ann Fraser-Pryce (22 s 17) et l'Ivoirienne Murielle Ahouré (22 s 32 également). Elle se classe par ailleurs deuxième du classement général de la ligue de diamant au saut en longueur.
En 2014, Okagbare et ses coéquipières se classent quatrième de la première édition des Relais mondiaux de l'IAAF en 42 s 67. Lors des Jeux du Commonwealth, la Nigériane réalise le doublé 100 m / 200 m, s'imposant sur la distance reine en 10 s 85 (record des Jeux) et en 22 s 25 sur le demi-tour de piste. Elle glane également la médaille d'argent du relais (42 s 92), derrière l'équipe de Jamaïque. Elle participe également aux Championnats d'Afrique où elle remporte l'or du 100 m (11 s 00) et du 4 x 100 m (43 s 56). En fin de saison, elle se place quatrième du classement général du 100 m et deuxième du 200 m de la ligue de diamant.
En 2015, Blessing est sacrée championne du monde du 4 x 200 m lors des Relais mondiaux de l'IAAF où l'équipe nationale s'impose en 1 min 30 s 52. Elle se classe également septième de la finale du 4 x 100 m (42 s 99). Lors des championnats du monde de Pékin, alors qu'elle arrivait avec une performance de 10 s 80, Okagbare termine dernière de la finale du 100 m en 11 s 02. Elle ne prend pas part à la suite des épreuves du 200 m, prétextant une blessure. À la surprise générale, elle refuse de participer aux Jeux africains alors qu'elle a participé au Weltklasse Zurich le jeudi précédent. Elle accepte tout de même de participer au relais 4 x 100 m où son équipe s'impose (43 s 10). Prenant ça comme une indignation et une indiscipline, la Nigériane est interdite de participer aux Jeux olympiques de Rio en 2016,,.
En juin 2017, lors des Bislett Games d'Oslo, Blessing Okagbare perd sa perruque en plein saut en longueur. Ce fait inédit est notamment très relayé sur internet et les réseaux sociaux. La chaîne officielle YouTube de la Ligue de diamant (« IAAF Diamond League ») poste la vidéo et enregistre un record de vue avec 1 451 383 le 26 juin alors qu'elle n'avait passé qu'une seule fois la barre des 100 000. En août, elle termine 8e des championnats du monde de Londres sur cette épreuve, avec 6,55 m.
Le 24 mars 2018, à Abilene, la Nigériane bat le record d'Afrique du 200 m en courant la distance en 22 s 04 (+ 0,5 m/s). Elle bat le précédent record détenu depuis 1996 par sa compatriote Mary Onyali. Une blessure rend sa saison chaotique, où ses temps lors de chaque sortie sont de plus en plus lents. Le 30 juin 2019, elle remporte le Prefontaine Classic de Palo Alto et se rapproche à un centième de son record d'Afrique en s'imposant en 22 s 05, devant Elaine Thompson (22 s 21).
Le 17 juin 2021, Okagbare s'impose lors des sélections olympiques nigérianes en 10 s 63 sur 100 m, ce qui aurait pu faire d'elle la deuxième performeuse de l'histoire sur cette distance derrière Florence Griffith-Joyner, mais le vent trop favorable (+2,7 m/s) empêche l'homologation de cette performance.
Le 31 juillet 2021, lors des JO de Tokyo, elle est suspendue pour dopage à la suite d'un contrôle positif à l'hormone de croissance. Le 17 octobre, elle est accusée d'avoir eu un contrôle positif à l'EPO en juin. En février 2022, sa sentence est annoncée : dix ans de suspension pour dopage et non-coopération lors de l'enquête.

## Vie privée
Elle se marie avec le footballeur Igho Otegheri le 7 novembre 2014.

## Palmarès
| Date | Compétition               | Lieu             | Résultat | Épreuve   | Performance   |
| ---- | ------------------------- | ---------------- | -------- | --------- | ------------- |
| 2007 | Jeux africains            | Alger            | 2e       | Longueur  | 6,46 m        |
| 2008 | Jeux olympiques           | Pékin            | 2e       | Longueur  | 6,91 m        |
| 2010 | Championnats d'Afrique    | Nairobi          | 1re      | 100 m     | 11 s 03       |
| 2010 | Championnats d'Afrique    | Nairobi          | 1re      | 4 × 100 m | 43 s 45       |
| 2010 | Championnats d'Afrique    | Nairobi          | 1re      | Longueur  | 6,62 m        |
| 2010 | Coupe continentale        | Split            | 3e       | 100 m     | 11 s 14       |
| 2010 | Coupe continentale        | Split            | 6e       | Longueur  | 6,36 m        |
| 2011 | Championnats du monde     | Daegu            | 5e       | 100 m     | 11 s 05       |
| 2011 | Championnats du monde     | Daegu            | 5e       | 4 x 100 m | 42 s 93       |
| 2011 | Jeux africains            | Maputo           | 2e       | 100 m     | 11 s 09       |
| 2011 | Jeux africains            | Maputo           | 1re      | Longueur  | 6,50 m        |
| 2011 | Jeux africains            | Maputo           | 1re      | 4 × 100 m | 43 s 34       |
| 2012 | Championnats d'Afrique    | Porto-Novo       | 2e       | 100 m     | 11 s 18       |
| 2012 | Championnats d'Afrique    | Porto-Novo       | 1re      | Longueur  | 6,96 m        |
| 2012 | Jeux olympiques           | Londres          | 8e       | 100 m     | 11 s 01       |
| 2012 | Jeux olympiques           | Londres          | 4e       | 4 x 100 m | 42 s 64       |
| 2013 | Championnats du monde     | Moscou           | 6e       | 100 m     | 11 s 04       |
| 2013 | Championnats du monde     | Moscou           | 3e       | 200 m     | 22 s 32       |
| 2013 | Championnats du monde     | Moscou           | 2e       | Longueur  | 6,99 m        |
| 2013 | Ligue de diamant          | Ligue de diamant | 2e       | Longueur  | détails       |
| 2014 | Relais mondiaux de l'IAAF | Nassau           | 4e       | 4 × 100 m | 42 s 67       |
| 2014 | Championnats d'Afrique    | Marrakech        | 1re      | 100 m     | 11 s 00       |
| 2014 | Championnats d'Afrique    | Marrakech        | 1re      | 4 × 100 m | 43 s 56       |
| 2014 | Jeux du Commonwealth      | Glasgow          | 1re      | 100 m     | 10 s 85       |
| 2014 | Jeux du Commonwealth      | Glasgow          | 1re      | 200 m     | 22 s 25       |
| 2014 | Jeux du Commonwealth      | Glasgow          | 2e       | 4 × 100 m | 42 s 92       |
| 2014 | Ligue de diamant          | Ligue de diamant | 2e       | 200 m     | détails       |
| 2015 | Relais mondiaux de l'IAAF | Nassau           | 7e       | 4 × 100 m | 42 s 99       |
| 2015 | Relais mondiaux de l'IAAF | Nassau           | 1re      | 4 × 200 m | 1 min 30 s 52 |
| 2015 | Championnats du monde     | Pékin            | 8e       | 100 m     | 11 s 02       |
| 2015 | Ligue de diamant          | Ligue de diamant | 2e       | 100 m     | détails       |
| 2015 | Jeux africains            | Brazzaville      | 1re      | 4 × 100 m | 43 s 10       |
| 2016 | Jeux olympiques           | Rio de Janeiro   | 7e       | 4 x 100 m | 43 s 21       |
| 2017 | Championnats du monde     | Londres          | 8e       | Longueur  | 6,55 m        |
| 2017 | Ligue de diamant          | Ligue de diamant | 3e       | Longueur  | 11 s 07       |
| 2018 | Jeux du Commonwealth      | Gold Coast       | 3e       | 4 × 100 m | 42 s 75       |
| 2018 | Championnats d'Afrique    | Asaba            | 1re      | 4 × 100 m | 43 s 77       |
| 2018 | Ligue de diamant          | Ligue de diamant | finale   | 100 m     | DQ            |
| 2019 | Ligue de diamant          | Ligue de diamant | 5e       | 100 m     | 11 s 24       |
| 2019 | Ligue de diamant          | Ligue de diamant | 6e       | 200 m     | 22 s 62       |

## Records
| Épreuve          | Épreuve   | Performance         | Lieu         | Date            |
| ---------------- | --------- | ------------------- | ------------ | --------------- |
| 60 m             | En salle  | 7 s 10              | Fayetteville | 7 février 2021  |
| 100 m            | Plein air | 10 s 79 (+ 1,1 m/s) | Londres      | 27 juillet 2013 |
| 200 m            | Plein air | 22 s 04 (+ 0,5 m/s) | Abilene      | 24 mars 2018    |
| 200 m            | En salle  | 23 s 01             | Fayetteville | 7 février 2021  |
| Saut en longueur | Plein air | 7,00 m (+ 0,0 m/s)  | Monaco       | 19 juillet 2013 |
| Saut en longueur | En salle  | 6,87 m              | Fayetteville | 12 mars 2010    |
| Triple saut      | Plein air | 14,13 m (+ 2,0 m/s) | Lagos        | 19 mai 2007     |
| Triple saut      | En salle  | 13,64 m             | Fayetteville | 16 février 2008 |